# Гіпподамова система

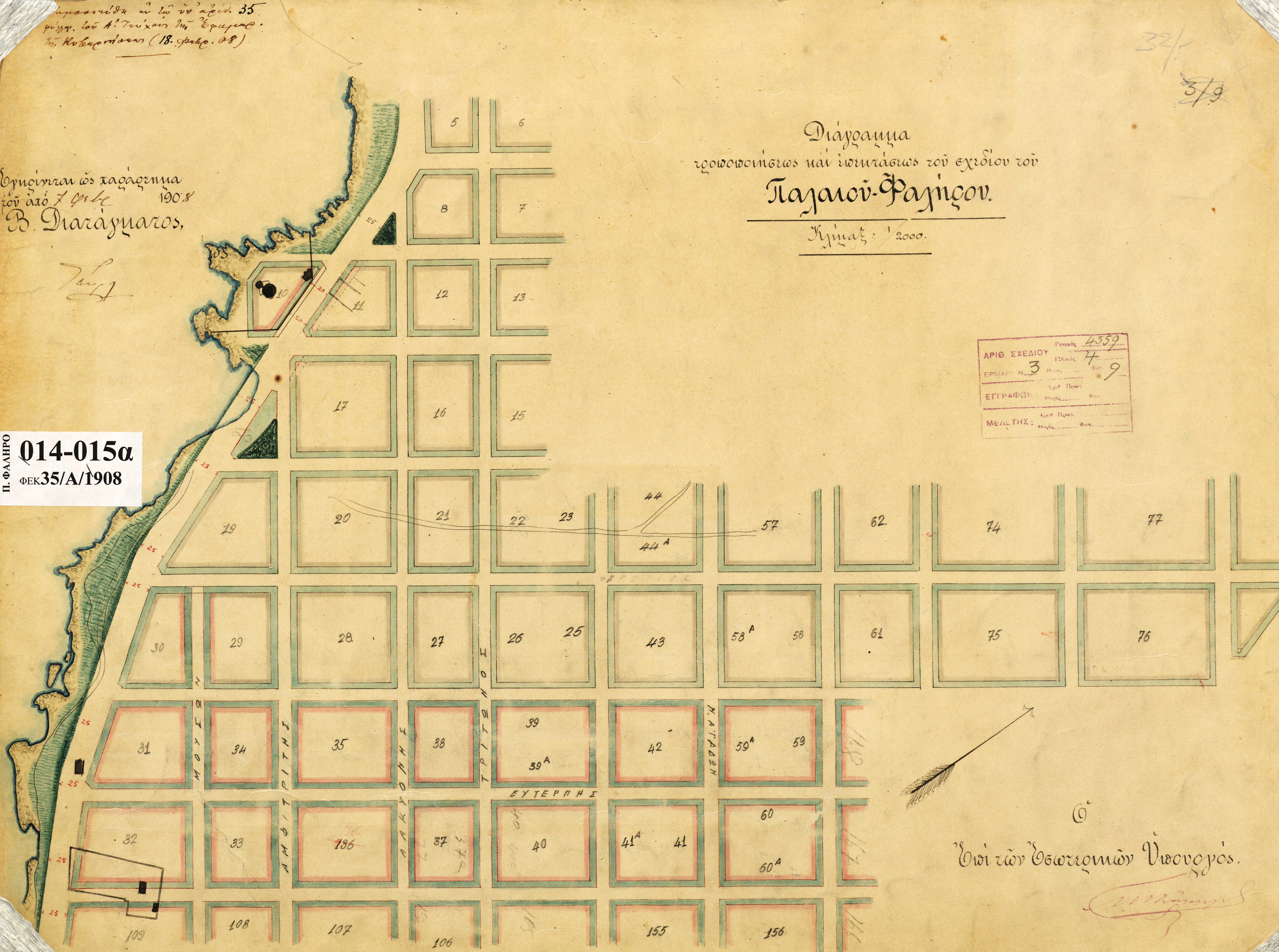
Простий сітковий план Палео-Фаліро 1908 року.

Вгорі: розміри кварталів міст, спланованих у регулярній сітці.
Внизу: залежність довжини вулично-дорожньої мережі від розміру кварталу для загальної площі поселення, що дорівнює 40 акрам (розміри – у футах).

У містобудуванні гіпподамова система також сітковий план — тип плану міста, в якому вулиці проходять під прямим кутом одна до одної, утворюючи сітку.
Дві властиві характеристики плану сітки, часті перетини та ортогональна геометрія, полегшують рух. Геометрія допомагає з орієнтацією та пошуком шляху, а його часті перехрестя з вибором і прямим маршрутом до бажаних пунктів призначення.
У Стародавньому Римі метод вимірювання землі за допомогою сітки називався центурією. План сітки походить з давнини та виник у багатьох культурах, деякі з найперших спланованих міст були побудовані за допомогою сітки планів на Індійському субконтиненті.
Названа на честь давньогрецького архітектора Гіпподама Мілетського.